# Põlva (Põlva)
Põlva (deutsch Pölwe oder Pölwa) ist der Hauptort der Gemeinde Põlva und damit Hauptstadt des Kreises Põlva. Sie liegt im Süden Estlands.

## Geografie

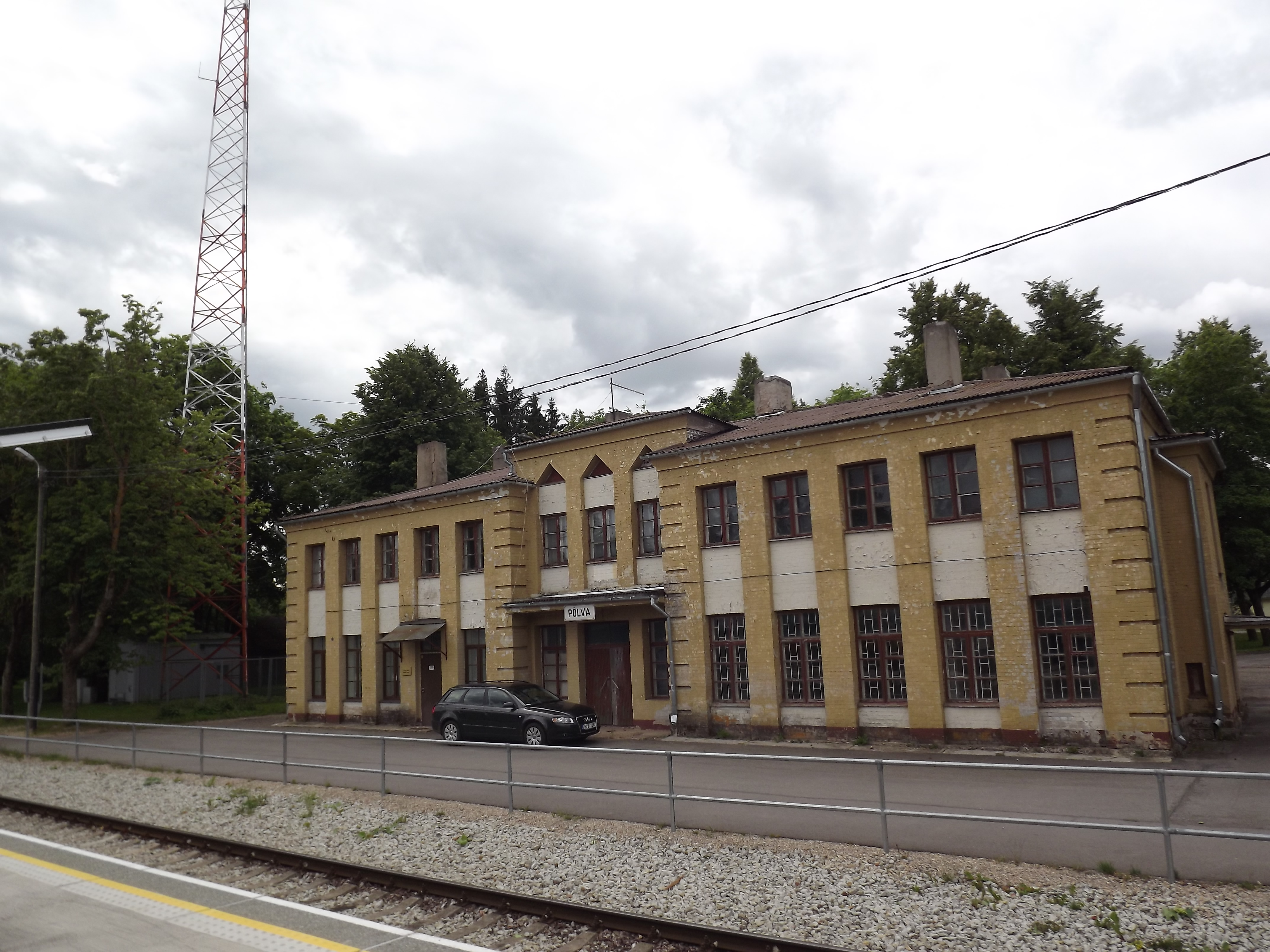
Bahnhof Põlva

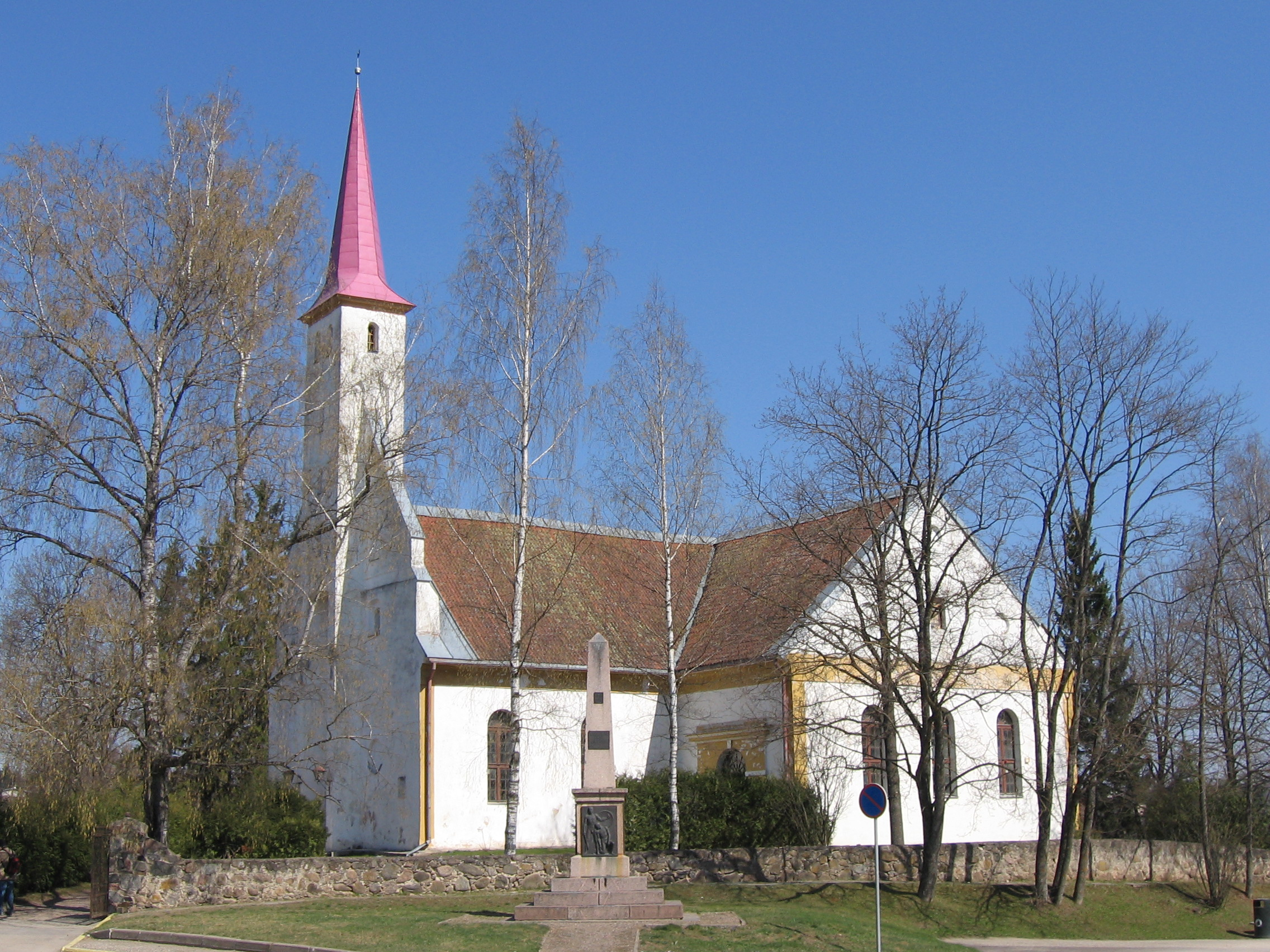
Marienkirche Põlva

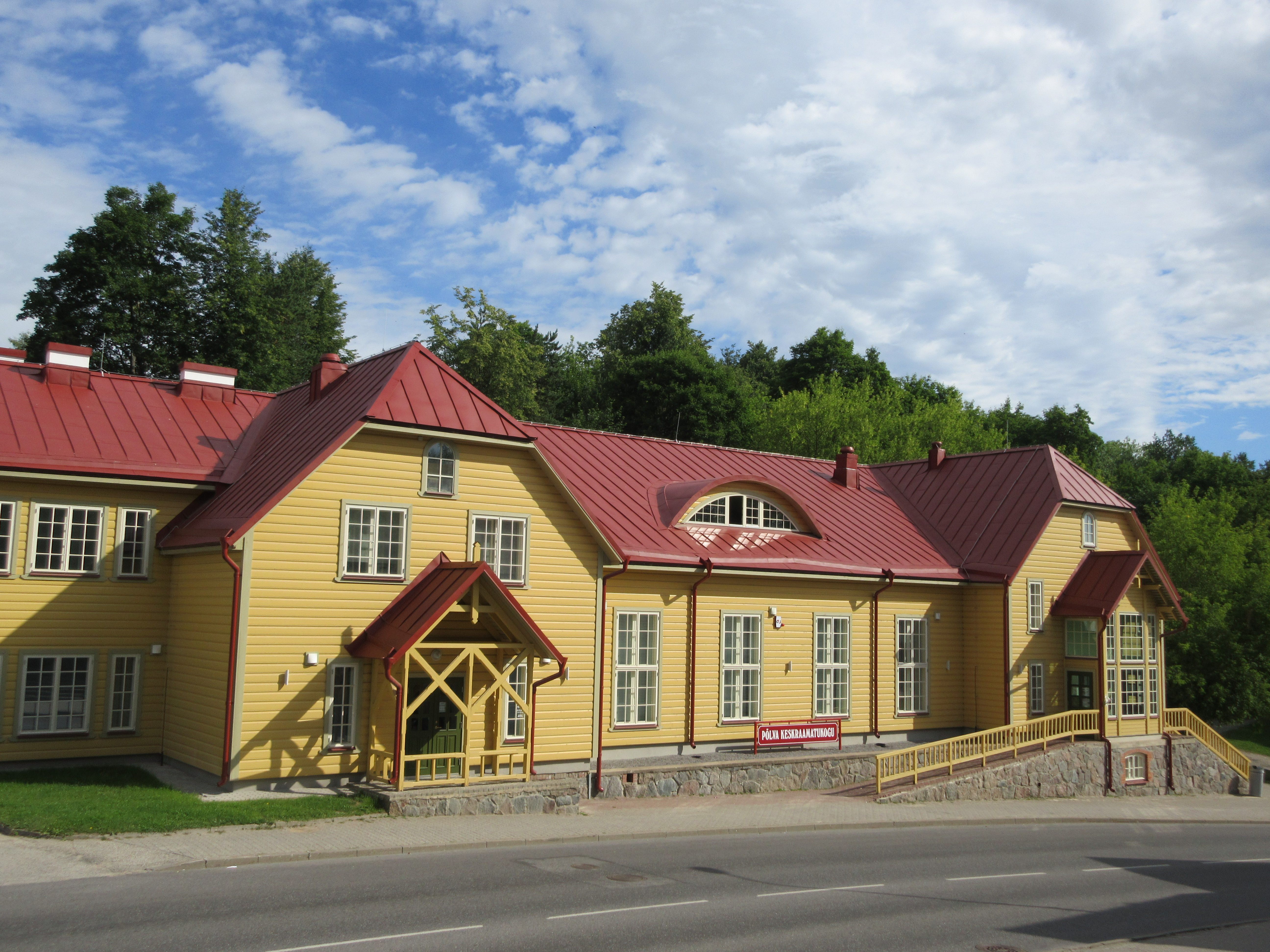
Zentralbibliothek Põlva

Põlva liegt am Unterlauf des Flusses Orajõgi, einem Urstromtal des Baltikums. Die Stadt liegt etwa 25 km von Võru und 50 km von Tartu entfernt. Seit 2013 ist sie Teil der Gemeinde Põlva.

## Geschichte
Der Ort wurde erstmals Anfang des 13. Jahrhunderts urkundlich erwähnt. Der Name soll vom estnischen Wort für Knie (põlv) stammen, ohne dass die Herkunft eindeutig geklärt ist.
Angeblich wurde in der Kirche eine kniende Sünderin eingemauert, daher auch der Bezug zum Knie. Diese Angabe beruht auf Erzählungen. Põlva war Wegpunkt einer alten Heeresstrasse zwischen dem Norden und Süden Livlands.
Um 1240, kurz nach Christianisierung Estlands, errichteten Mönche des Bernhardinerordens eine Kirche, die sie der Jungfrau Maria weihten. Von 1452 stammt die erste Erwähnung des Namens Põlva. Das Kirchdorf unterstand dem Bischof von Tartu.
Das gleichnamige Kirchspiel kam im 16. Jahrhundert als Ergebnis des Livländischen Kriegs unter russische Herrschaft. 1582 gelangte es wie ganz Südestland unter polnische Oberhoheit, später gehörte es zu Schweden. Im Frieden von Nystad wurden Estland und Livland 1721 an Russland abgetreten.
Erst mit der staatlichen Selbständigkeit Estlands 1918 erlangte Põlva überregionale Bedeutung. Die Bevölkerung wuchs stark an. 1931 wurde die Eisenbahnstrecke von Tartu über Põlva nach Petseri fertiggestellt. Danach siedelten sich vor allem Textil- und Färbereiunternehmen in Põlva an.
Am 10. August 1993 wurden Põlva die Stadtrechte verliehen. Partnerstadt ist das schwedische Vårgårda in Västergötland.
Im Oktober 2013 wurde die Stadt Põlva und die sie umgebende Landgemeinde zusammengelegt.

## Sehenswürdigkeiten
Die Marienkirche von Põlva wurde als dreischiffige Hallenkirche zwischen dem 13. und dem 14. Jahrhundert erbaut. Sie wurde um 1645 stark verändert. Der hohe Turm mit seinem roten Helm stammt aus dem Jahr 1460. Die erste Glocke der Kirche wurde 1648 in Stockholm gegossen, eine weitere 1868 in Bochum. An der Kirche ist eine Erinnerungstafel für den estnischen Theologen und Folkloristen Jakob Hurt (1755–1838) angebracht.
Pastor von Põlva war von 1781 bis 1819 der Begründer des estnischen Journalismus, Gustav Adolph Oldekop (1755–1838). Dasselbe Amt hatte in Põlva von 1820 bis 1874 Johann Georg Schwartz (1793–1874) inne, einer der bedeutendsten estnischen Pädagogen des 19. Jahrhunderts.
Die Zentralbibliothek Põlva ist seit 1996 in einem Gebäude untergebracht, das 1910 als Gesellschaftshaus anstelle des ehemaligen Kirchgasthofs erbaut wurde.
Im Waldpark Intsikurmu wurden zwischen 1855 und 1857 die ersten estnischen Sängerfeste abgehalten. Teilweise nahmen an ihnen über 3500 Personen teil.

## Persönlichkeiten
- Georgi von Stackelberg (1851–1913), russischer General der Kavallerie
- Diana Leesalu (* 1982), Autorin
- Mait Patrail (* 1988), Handballspieler
- Signy Aarna (* 1990), Fußballspielerin
- Eneli Vals (* 1991), Fußballspielerin
- Maicel Uibo (* 1992), Zehnkämpfer
- Peeter Olesk (* 1993), Sportschütze
- Karl Jakob Hein (* 2002), Fußballtorwart